# NGC 1427A
ESO 358-49, aussi désignée comme NGC 1427A, est une galaxie irrégulière située dans la constellation de l'Éridan à environ 50 millions d'années-lumière (15 Mpc) de la Voie lactée.
Cette galaxie, malgré la désignation NGC 1427A, ne fait pas partie du catalogue compilé par John Dreyer.
Elle fait partie de l'amas du Fourneau, qu'elle traverse à une vitesse relative d'environ 600 km/s.
L'amas du Fourneau contient environ quatre fois moins de galaxies que l'amas de la Vierge auquel appartient la Voie lactée, mais est à peu près deux fois plus dense que ce dernier : l'interaction de NGC 1427A avec le milieu intra-amas — essentiellement un plasma d'hydrogène et d'hélium contenant typiquement un millier de particules par mètre cube à une température de 10 à 100 MK — provoque une onde de choc qui favorise la formation stellaire et donne à l'ensemble une forme arquée caractéristique.
En quelques milliards d'années, cependant, cette galaxie irrégulière sera entièrement disloquée et la matière qui la constitue s'éparpillera dans l'amas du Fourneau.